# Tequila Works
Tequila Works fue una empresa desarrolladora de videojuegos situada en Madrid, España. Fue fundada en 2009 por Raúl Rubio (Blizzard Entertainment, MercurySteam, Pyro Studios, Sony Computer Entertainment Europe y Weta Digital) y Luz Sancho. Su lema inicial fue “Hacer cosas pequeñas con gusto”, y con el paso de los años y por la envergadura de sus proyectos cambió a “Hacer cosas con gusto”.

## Historia
El 18 de enero de 2012 Tequila Works anunció su primer proyecto, Deadlight, siendo un videojuego de scroll lateral con elementos de acción y survival horror en el que hacer frente a una infestación de zombi. Inicialmente se publicó en Xbox Live y Microsoft Windows, mientras que el 21 de junio de 2016 llegó Deadlight: Director’s Cut, una edición ampliada y mejorada que también llegó a PlayStation 4 y a las plataformas en las que anteriormente ya se había lanzado.
También han desarrollado el videojuego RiME, un juego narrativo de aventuras y plataformas para un jugador, para PlayStation 4, Xbox One, Nintendo Switch y Microsoft Windows. El juego estaba siendo auspiciado por Sony como publicadora desde su anuncio. Sin embargo, en marzo de 2016 se anunció que Tequila Works volvía a obtener los derechos y continuaba sin Sony. En agosto de 2016 se anunció que Grey Box Games y Six Foot publicarían el juego que salió el 26 de mayo de 2017. La versión de Nintendo Switch salió en noviembre de 2017. Un joven náufrago de nombre Enu despierta en una isla misteriosa, y los jugadores deberán utilizar su ingenio para superar los desafíos y descifrar los secretos de un mundo expansivo. Con un apartado artístico inspirado por la luz de los cuadros de Sorolla y por los paisajes mediterráneos, y con la banda sonora compuesta por David García, el juego ofrece al jugador un viaje lleno de descubrimientos significativos y emotivos.
En abril de 2017 Tequila Works lanza The Sexy Brutale su primera coproducción junto con Cavalier Game Studios. El concepto de “The Sexy Brutale” fue concebido por Tom Lansdale y los hermanos Charles y James Griffiths, ex componentes de Lionhead. Con el objetivo de recibir crítica y consejo para su desarrollo, una primera versión del juego fue mostrada a un grupo de amigos, incluyendo a Raúl Rubio, director creativo y CEO de Tequila Works. El título se lanzó el 11 de abril de 2017 en PlayStation 4, Xbox One, Microsoft Windows y Nintendo Switch. El juego nos traslada a una mansión señorial inglesa convertida en un casino conocido como The Sexy Brutale. Durante la celebración de un baile de máscaras el jugador se verá inmerso en un bucle temporal del cual sólo podrá escapar si evita la muerte del resto de invitados a la fiesta. Sólo mediante la observación y gracias a los poderes que ofrecen las diferentes máscaras que obtenemos de los invitados, el jugador llegará a descubrir la verdad que esconde el corazón de la mansión.
Su primera experiencia con realidad virtual llega de la mano de The Invisible Hours una compleja obra de misterio y asesinatos, al más puro estilo obra de teatro inmersiva, con muchas tramas entrelazadas. Lanzado inicialmente en los dispositivos de realidad virtual PS VR, HTC Vive y Oculus, el juego terminaría llegando en una versión clásica sin necesidad del uso de la Realidad Virtual a Microsoft Windows, PlayStation 4 y Xbox One. La fecha de lanzamiento fue el 10 de octubre de 2017 en USA y el 17 de octubre de 2017 en Europa, siendo el desarrollador Tequila Works y el Publisher Game Trust. Una vez más el estudio recurre al bucle temporal y a la capacidad de observación por parte del jugador para desarrollar una historia repleta de misterios por resolver. Varios invitados reciben una invitación para asistir a una velada organizada por Nikola Tesla, pero nada sale como estaba previsto, ya  que se produce el asesinato del anfitrión. Descubrir qué ha sucedido y por qué queda en manos de los jugadores más avispados.
En noviembre de 2017 Tequila Works, junto con Glowmade anuncia el lanzamiento a nivel mundial de WonderWorlds, su primera experiencia en juegos móviles un juego de aventura y acción para iPad y iPhone en el que la participación de la comunidad era esencial para crear y compartir nuevos mundos dentro del juego.
El 17 de septiembre de 2019 Tequila Works en colaboración con Sony Pictures y MWM Immersive lanza al mercado Groundhog Day Like Father Like Son, en PS VR y dispositivos HTC Vive y Oculus). Sirve de secuela espiritual de una de las películas más míticas de los años 90: Atrapado en el Tiempo. El estudio, una vez más, apuesta por hacernos revivir el mismo día una y otra vez, pero que gracias a los cambios en nuestros actos nunca será igual, con el mismo objetivo que el de la película, convertirnos en mejores personas y apreciar a los que nos rodean. Mediante el uso de la realidad virtual el juego nos hace vivir dentro de Punxsutawney, pudiendo visitar diferentes escenarios, algunos conocidos por los espectadores de la película, en un juego cargado de humor y minijuegos que complementan la historia.
GYLT es su último videojuego lanzado y anunciado hasta la fecha, el 19 de noviembre de 2019, y fue el único videojuego exclusivo de lanzamiento de Stadia, la plataforma de videojuegos en streaming de Google. Con un tono intimista como lo fuera RiME, y con una clara inspiración en las obras de Stephen King y Neil Gaiman entre otros, nos plantea la historia de Sally, una joven que en busca de su prima Emily se enfrentará a los miedos escenificados como criaturas oscuras.
El 12 de junio de 2021 la exposición Virtual Realms: Videogames Transformed se inauguró en el ArtSci Museum de Singapur,  organizado con el Barbican de Londres, en coproducción con el Museo de Melbourne. Virtual Realms: Videogames Transformed reimagina los videojuegos como experiencias inmersivas que los asistentes pueden disfrutar, y para la ocasión Tequila Works desarrolló Book of Sand, una compleja adaptación del espíritu de RiME (2017) a una instalación en la que varios asistentes a la vez se colocan bajo unos puntos de luz para cambiar el transcurso de la narrativa de la experiencia, que se disfruta en una pantalla de gran tamaño que los rodea, mientras disfrutan de los sonidos envolventes al encontrarse en el centro de la acción. Inspirado por la novela Book of Sand (1975) de Jorge Luis Borges, se ideó con el objetivo de explotar el poder de los videojuegos de contar historias y nuevas formas de ficción. La exposición pretende viajar por el mundo en los próximos años aunque aún no ha confirmado localizaciones ni fechas.
El 12 de noviembre de 2024 el estudio se declaró en bancarrota disolviendose por completo a causa de "condiciones de mercado prolongadas".

## Juegos desarrollados
| Título                             | Año  | Géneros                                        | Plataformas                                                                                  | Publicadora                   |
| ---------------------------------- | ---- | ---------------------------------------------- | -------------------------------------------------------------------------------------------- | ----------------------------- |
| Deadlight                          | 2012 | Acción, aventura, plataformas, survival horror | Xbox Live, Microsoft Windows                                                                 | Microsoft Studios             |
| Deadlight: Director's Cut          | 2016 | Acción, aventura, plataformas, survival horror | PlayStation 4, Xbox 360, Microsoft Windows                                                   | Microsoft Studios             |
| The Sexy Brutale                   | 2017 | Aventura, puzle                                | PlayStation 4, Xbox One, Nintendo Switch, Microsoft Windows                                  | Cavalier Game Studios         |
| Rime                               | 2017 | Aventura, plataformas, puzle                   | PlayStation 4, Xbox One, Nintendo Switch, Microsoft Windows                                  | Grey Box Games, Six Foot      |
| The Invisible Hours                | 2017 | Aventura, puzle                                | PlayStation 4, Xbox One, PC, Microsoft Windows                                               | Game Trust                    |
| WonderWorlds                       | 2017 | Aventura, plataformas, puzle                   | iOS                                                                                          |                               |
| Groundhog Day:Like Father Like Son | 2019 | Aventura, plataformas, puzle                   | PlayStation 4, Xbox One, Nintendo Switch, Microsoft Windows                                  | Sony Pictures y MWM Immersive |
| Gylt                               | 2019 | Aventura, plataformas, puzle                   | Google Stadia                                                                                |                               |
| Song of Nunu                       | 2023 | Aventura, plataformas, puzle                   | Playstation 4, PlayStation 5, Xbox One, Xbox Series X\|S, Nintendo Switch, Microsoft Windows | Riot Forge                    |

## Premios y nominaciones
| Premio                                       | Tipo         | Categoría                                                  | Juego               | Fecha             |
| -------------------------------------------- | ------------ | ---------------------------------------------------------- | ------------------- | ----------------- |
| Premios Quirino                              | Premio       | Mejor animación en un videojuego                           | GYLT                | Mayo de 2021      |
| XXV Premios Zapping                          | Nominación   | Mejor videojuego de producción nacional                    | GYLT                | Noviembre de 2020 |
| Weird Market                                 | Premio       | Premio RTVE al videojuego más innovador                    | GYLT                | Octubre de 2020   |
| 21st Annual DICE Awards                      | Nominación   | Immersive Reality GotY                                     | The Invisible Hours | Febrero de 2018   |
| 3D Wire                                      | Premio       | Best VR Game                                               | The Invisible Hours | Octubre de 2017   |
| Animation First                              | Seleccionado |                                                            | The Invisible Hours | Febrero, 2018     |
| BAFTA                                        | Nominación   | Games Awards                                               | The Invisible Hours | Abril, 2018       |
| DICE Awards 2018                             | Nominación   | Immersive Reality Technical Achievement                    | The Invisible Hours |                   |
| El Español                                   | Premio       | Technological Innovation                                   | The Invisible Hours | Diciembre de 2017 |
| IBERO-AMERICAN ANIMATION QUIRINO AWARDS      | Nominación   | Animation Innovative Work                                  | The Invisible Hours | Junio2018         |
| Next Marche du Film                          | Seleccionado |                                                            | The Invisible Hours | Mayo, 2018        |
| Premios Quirino                              | Nominación   |                                                            | The Invisible Hours | Abril, 2018       |
| Real o Virtual                               | Premio       | Best Indie Game/Best Content from a Spanish studio         | The Invisible Hours | Enero, .2018      |
| Real o Virtual                               | Nominación   | Best Content that innovates VR                             | The Invisible Hours | Enero, .2018      |
| Road to VR                                   | Nominación   | 2017 GotY for PSVR                                         | The Invisible Hours | Diciembre, 2017   |
| SXSW 2018                                    | Nominación   | Gamer's Voice Award - VR                                   | The Invisible Hours | Marzo, 2018       |
| TIGA Awards                                  | Nominación   |                                                            | The Invisible Hours | 2018              |
| VR Days Official Selection                   | Seleccionado |                                                            | The Invisible Hours | Noviembre, 2017   |
| UploadVR's best of 2017                      | Nominación   | Best PSVR Game                                             | The Invisible Hours | Diciembre, 2017   |
| UploadVR's best of 2017                      | Nominación   | Most Innovative                                            | The Invisible Hours | Diciembre, 2017   |
| UploadVR's best of 2017                      | Nominación   | Best Overall VR Game                                       | The Invisible Hours | Diciembre, 2017   |
| Ludicious Zürich Game Festival!              | Premio       |                                                            | The Sexy Brutale    |                   |
| Top 10 Indie Switch Games of 2017 feature    |              | Top Indie Games                                            | The Sexy Brutale    |                   |
| PC Master Race Game of the Year Awards 2017. | Nominación   |                                                            | The Sexy Brutale    |                   |
| IGN                                          | Nominación   | Best puzzle games                                          | The Sexy Brutale    |                   |
| XBLA FANS’ 2017                              | Premio       |                                                            | The Sexy Brutale    |                   |
| Indie Credible                               | Nominación   | Game of the Year                                           | The Sexy Brutale    |                   |
| Link-Cable's 'Puzzle Game of the Year'       | Premio       | Game of the Year                                           | RiME                |                   |
| Eurogamer Top 50 Games of 2017               | Premio       | Top Games                                                  | RiME                |                   |
| Gamesindustry.                               | Premio       | Game of the Year                                           | RiME                |                   |
| IGN                                          | Nominación   | Best puzzle games                                          | RiME                |                   |
| Fun & Serious Game Festival                  | Premio       | Best Spanish Game Award                                    | RiME                |                   |
| Fun & Serious Game Festival                  | Premio       | Best soundtrack                                            | RiME                |                   |
| Redbull Indie Game of the Year 2017          | Nominación   | Indie Game of the year                                     | RiME                |                   |
| Alfabeta juega                               | Premio       | Best soundtrack                                            | RiME                |                   |
| Forbes                                       | Premio       | 2017's Best Video Games For Kids, Teens And Parents        | RiME                |                   |
| Real Dudes Podcast                           | Premio       | Game of the Year Award 2017                                | RiME                |                   |
| Film Music Critics                           | Premio       | Best Original Score for a Video Game music by David García | RiME                |                   |
| GoldenJoysticks Awards                       | Premio       | Best audio                                                 | RiME                |                   |
| Forbes                                       | Premio       | 2017's Best Video Games For Kids, Teens And Parents        | RiME                |                   |
| Kill Screen                                  | Premio       | Most Anticipated Game                                      | RiME                | 2014              |
| PlayStation 4                                |              | First Spanish Game in Development                          | RiME                | 2013              |
| IGN Italy                                    | Premio       | Best of Gamescom                                           | RiME                | 2013              |
| EDGE Magazine Front Cover                    |              | First Spanish Game                                         | RiME                | 2014              |
| El País                                      |              | One of the most beautiful games in development             | RiME                | 2014              |
| Granada Gaming                               | Premio       | Most Promising Indie Title Award                           | RiME                | 2015              |
| Xbox Live                                    |              | First Spanish Game Announced for Xbox                      | Deadlight           | 2011              |
| 1Up.com                                      | Nominado     | Best of E3                                                 | Deadlight           | 2012              |
| Machinima                                    |              | Bes of E3                                                  | Deadlight           | 2012              |
| BAFTA                                        | Nominado     | Best Debut Game                                            | Deadlight           | 2013              |
| Gamelab                                      | Premio       | Best Debut Game                                            | Deadlight           | 2013              |
| IBDA                                         | Premio       | Most Addictive Game                                        | Deadlight           | 2013              |
| IBDA                                         | Premio       | Least Indie Game                                           | Deadlight           | 2013              |
| IBDA                                         | Premio       | Coolest Game                                               | Deadlight           | 2013              |
| AEACI                                        | Nominado     | Best Sound/Music                                           | Deadlight           | 2013              |
| HoPlay                                       | Premio       | Best Sound                                                 | Deadlight           | 2014              |
| Premio Hobby Industria 2017                  | Premio       | Best Spanish development studio.                           | Tequila Works       | 2017              |